# ジャングルプリンス
『ジャングルプリンス』は、1970年7月6日 - 8月10日に日本テレビ系で放送された日本電波映画製作の特撮ドラマ。モノクロ、全26話。

## 概要
1965年に企画され、関沢新一、新井豊の原作による漫画版を新人時代の川崎のぼるに依頼し、『ジャングル・キング』の題名で集英社の少年ブック1965年1月号より12月まで連載された。その後タイトルが『ジャングルプリンス』と改められ、全26話が製作されたものの、同社の『アゴン』と同様にお蔵入りになっていた。1970年に至り、夏休み期間の朝に連続形式でようやく放送されたが、時代は既にカラー化されていた。

## ストーリー
熱帯の島に取り残され、大猿ロボラ（コングとも）に育てられたイサムは、現地人の少女ユカの助けを借りながら、謎の石ファイヤーストーンの力でジャングルプリンスとなり、悪の国際秘密グループ「ブラック団」や、デストロイヤーなどのロボットと戦う。

## キャスト
- イサム：矢野圭二
- ユカ：藤景子
- ブラック：ピーター・ウィリアムス
- 加藤浩
- 松山容子
- 泉京子
- 徳大寺伸
- 永野達雄
- 水上保広
- 出水憲司
- 市川男女之助
- 原聖四郎

ほか

## スタッフ
- 原作：関沢新一、新田豊
- 脚本：高田宏治、水島善哉
- 漫画ノベライズ：川崎のぼる
- 怪獣造形：大橋史典
- 音楽：服部克久

## エピソード
大猿ロボラの造形は、『アゴン』や『怪獣王子』のモンスターを造形した大橋史典が担当。出来栄えの素晴らしさからハリウッドから誘いがあったという逸話がある。
登場する悪役ロボ「デストロイヤー」は1968年に今井科学よりプラモデルとして発売されたが、今井は1969年に倒産、金型はバンダイに売却された。バンダイは1970年に同金型を流用しバンダイロボットシリーズの1体として「ハリハリ」という名前で再発売した。

## サブタイトル
1. 怪獣ロボラ　1970/07/06（月）
2. 電撃銃の恐怖　1970/07/07（火）
3. 魔の怪電波　1970/07/08（水）
4. ロボラ危うし　1970/07/09（木）
5. 氷結てんとう虫　1970/07/10（金）
6. 謎の宇宙0号　1970/07/13（月）
7. 鋼鉄人間ザック　1970/07/14（火）
8. コング対ザック　1970/07/15（水）
9. 脱走危機一髪　1970/07/16（木）
10. ダイナモ岬作戦　1970/07/17（金）
11. ロボラの逆襲　1970/07/20（月）
12. 燃えるジャングル　1970/07/21（火）
13. 破壊ロボット　1970/07/22（水）
14. ロボット大爆発　1970/07/23（木）
15. ガロン島に進路をとれ　1970/07/24（金）
16. ベビー・ロボラ出現　1970/07/27（月）
17. 失われたファイターストーン　1970/07/28（火）
18. 水爆投下5秒前　1970/07/29（水）
19. 父の国ニッポン　1970/07/30（木）
20. 地獄からきたジャック　1970/07/31（金）
21. 東京ジャングル　1970/08/03（月）
22. 謎の宇宙天文台　1970/08/04（火）
23. ヒマラヤの秘密　1970/08/05（水）
24. 氷河人間アイガー　1970/08/06（木）
25. 魔王の神殿　1970/08/07（金）
26. 栄光の物体R　1970/08/10（月）

## 再放送・ビデオソフト化
本作品の再放送がされたかなどの詳細は不明である。現在でも全26話分が収録された本編のDVD、ブルーレイの発売はされていない。
主題歌はいくつかのアンソロジーに収録されている
朝日ソノラマ刊『宇宙船』Vol.10（1982年春号）には、本作品のオープニングのメインタイトル画面や本編フィルムを接写した図版が掲載されており、この時点ではフィルムが現存していたとみられている。2021年現在ではネガフィルム、ポジフィルム共に保存は確認されていない。

## 主題歌
『ジャングルプリンス』
- 作詞：日本電映文芸部
- 作曲・編曲：服部克久
- 歌：ロイヤルナイツ